# B.S.A. Company
BSA Company Limited es un fabricante de motocicletas que compró los derechos del nombre BSA al sucesor de Birmingham Small Arms Company, Dennis Poore de Manganese Bronze Holdings, tras la liquidación de Norton-Villiers-Triumph en 1978.
En octubre de 2016, el Grupo Mahindra de la India compró BSA por 3,4 millones de libras en un intento por reintroducir motocicletas con el famoso nombre BSA.

## Origen
Cuando Norton-Villiers-Triumph (NVT) se liquidó en 1978, su administración, luego bajo William Colquhoun, formó una nueva compañía (la BSA Company) y compró a NVT los derechos de la marca de motocicletas BSA.

## Motocicletas militares
La compañía BSA produjo motocicletas militares (con motores Rotax) y motocicletas para países en desarrollo (con motores Yamaha) bajo la marca BSA. En este último caso, se rescató la antigua denominación Bushman ("Bosquimano"); que había sido utilizado en las motocicletas Bantam adaptadas para su uso mototerreno, que fueron vendidas a los granjeros de ovejas australianos. Tras mudarse de Small Heath a Coventry en 1973, Colquhoun trasladó la empresa nuevamente en 1986 a Blockley en Gloucestershire, donde continuó la producción de motocicletas militares y todoterreno, en su mayoría exportadas a estados africanos.

## Andover Norton
En 1991, BSA Company se fusionó con otra compañía, la Andover Norton International Ltd. de Mike Jackson, para formar un nuevo Grupo BSA, que compró el negocio de repuestos de Norton a Norton Motors, y este cambio en el negocio de repuestos por entonces necesitado de suministros, provocó un rápido y continuo crecimiento en la venta de piezas originales.
Se adquirió MZ (GB) Ltd, y BSA Group se involucró en gran medida en el desarrollo y lanzamiento de la motocicleta MuZ Skorpion con el renombrado diseñador de la Norton F1, Seymour Powell, modelo que luego ganaría el Premio de Diseño de la BBC de 1994. En diciembre de 1994, el Grupo BSA de Colquhoun y Jackson fue absorbido por el Grupo Regal BSA recientemente formado y la compañía se mudó nuevamente, esta vez a Southampton.

## BSA Regal
En 1997, comenzó la producción de la motocicleta de 400 cc Gold SR, con el primer lote de más de 200 máquinas exportado a Japón. La producción de la moto todoterreno BSA John McLaren también comenzó en 1997 y se siguen construyendo pequeñas cantidades bajo licencia. El muy completo negocio de repuestos continuó suministrando a los propietario y a los talleres que reparan motos Norton en todo el mundo. El trabajo de desarrollo con agencias gubernamentales y fabricantes de motocicletas no europeos se había aumentado gracias a la distribución internacional del Grupo Regal con sede en Southampton, y en 1999 se lanzó una versión de la motocicleta Gold SR de 500 cc para los mercados europeo y estadounidense.
En el año 2003, quedó claro que la demanda de la Gold SR construida a mano no estaba alcanzando las expectativas previas y cesó la producción. La Tempest de 1.000 cc, ampliamente aclamada en su forma de prototipo, no alcanzó la línea de producción y las ventas de MZ tampoco alcanzaron su prometedor potencial. En 2007, la participación de BSA en MZ terminó cuando se vendió el negocio de repuestos. En el mismo año, Joe Seifert, el entonces nuevo propietario de Norton Motors Ltd, realizó una oferta interesante y exitosa para el negocio de repuestos de la Norton Commando, propiedad de BSA Regal. La oferta incluía la devolución a BSA Company de sus marcas europeas.
En 2008, se produjo una infracción grave de los derechos de las marcas comerciales de BSA Company en la India, cuando Tube Investments of India, los eventuales propietarios de las marcas comerciales de BSA para bicicletas, utilizaron la marca comercial BSA en motocicletas eléctricas. En enero de 2015, los casos de infracción aún estaban en el Tribunal Superior de Madrás y en el Tribunal Supremo de la India.
En 2012, el sitio web de BSA-Regal solo enumeró el historial de las bicicletas BSA, no los modelos nuevos o remanufacturados. Sin embargo, la compañía de componentes de motocicletas con sede en Birmingham MCA (Aston) Limited fue autorizada por la compañía BSA para fabricar y comercializar piezas para las motocicletas BSA.
En junio de 2014, BSA Company, trabajando en conjunto con una compañía británica, Ripe Motorcycles, lanzó una BSA completamente eléctrica, la John McLaren TAG 350, una motocicleta todoterreno de ruedas pequeñas. En enero de 2015, se amplió la gama de modelos para incluir la BSA TAG 1000 (1kW) para las competiciones de motocross, con una extensión de modelo adicional planeada con BSA TAG Race Supermoto.

## Grupo Mahindra
En octubre de 2016, el Grupo Mahindra de la India compró BSA por 3,4 millones de libras. Este grupo fabrica motocicletas y scooters de pequeña cilindrada en la India, a través de su filial Mahindra Two Wheelers. También posee una participación mayoritaria en Peugeot Motocycles de Francia, y ha reintroducido las motocicletas JAWA en la India lanzando dos modelos, Jawa y Jawa 42, mientras que otro modelo denominado Perak sería comercializado a mediados del año 2017.